# Taaladviesdienst
De Taaladviesdienst is een in 1985 opgericht onderdeel van het Genootschap Onze Taal. De belangrijkste taak van de dienst is het geven van taaladvies. De Taaladviesdienst is voor iedereen in Nederland en België bereikbaar. Wie een antwoord zoekt op een vraag over de Nederlandse taal, kan die vraag gratis voorleggen via e-mail, WhatsApp en de telefoon. De website van Onze Taal bevat bovendien ruim tweeduizend taaladviezen.
Enkele andere activiteiten van de Taaladviesdienst zijn: artikelen schrijven voor het tijdschrift Onze Taal, rubrieken schrijven voor de Onze Taal-taalkalender en voor het e-zine Taalpost, en taaltrainingen geven. Medewerkers van de Taaladviesdienst beantwoorden sinds 2014 vragen van de luisteraars van het radioprogramma De Taalstaat, live in de uitzending. Ook is de Taaladviesdienst sinds 2018 de jury van de radioversie van het Groot Dictee der Nederlandse Taal. Bovendien is de dienst jaarlijks betrokken bij de taalkundige correctie van de Troonrede.